# 雅羅夫采
雅罗夫采是斯洛伐克首都布拉提斯拉瓦的一個地區，在行政區劃上屬於布拉提斯拉瓦5區。雅罗夫采首次被提及是在1208年。據2011年人口普查，雅罗夫采有人口1,438人。